# Virginia Lee
Pour les articles homonymes, voir Lee.
Pour l'actrice américaine du cinéma muet, voir Virginia Lee (actrice).
Virginia Lee est une rameuse australienne née le 6 avril 1965 à Sydney.

## Biographie
Elle dispute les épreuves d'aviron aux Jeux olympiques d'été de 1996 à Atlanta où elle remporte une médaille de bronze en deux de couple poids légers.

## Palmarès

### Jeux olympiques
- Jeux olympiques d'été de 1996 à Atlanta
  -  Médaille de bronze en deux de couple poids légers[1]

### Championnats du monde
- Championnats du monde d'aviron 1992 à Montréal
  -  Médaille d'or
- Championnats du monde d'aviron 1999 à Saint Catharines
  -  Médaille de bronze